# قائمة رؤساء العراق

شعار جمهورية العراق

رئيس جمهورية العراق وفقا لنصوص الدستور العراقي الدائم لعام 2005 هو رئيس الدولة ورمز وحدة الوطن، يمثل سيادة البلاد، ويسهر على ضمان الالتزام بالدستور، والمحافظة على استقلال العراق، وسيادته، ووحدته، وسلامة أراضيه.
مدة الفترة الرئاسية هي أربع سنوات تجدد مرة واحدة فقط. وينتخب الرئيس لمنصبه وفقاً لدستور عام 2005 من قبل مجلس النواب العراقي.
تحتوي هذه القائمة على كافة من تولى رأس الدولة في جمهورية العراق منذ اعلانها في 1958. بضمنهم الرؤساء المؤقتون.
يعد صدام حسين أطول الرؤساء الدائمون في المنصب حيث تولاه لحوالي 24 عاماً. بينما يعد عبد الرحمن عارف أقصر الرؤساء حكماً حيث حكم لعامين و3 أشهر.
من ناحية العمر يعد الرئيس عبد الرحمن عارف أطولهم عمراً، حيث عاش حتى عمر 91 عاماً. بينما كان شقيقه عبد السلام عارف أقصرهم عمراً حيث توفي بعمر 45 عاماً. كما يعد الرئيس لطيف رشيد أكبر من تولى الرئاسة بعمر 78 عاماً. ويبرز عبد السلام عارف مجدداً بصفته أصغر رئيس عراقي حينما تولى المنصب، إذ كان بعمر 41 عاماً. كما إنه الرئيس العراقي الوحيد الذي مات وهو في المنصب.
كافة الرؤساء العراقيين قبل 2003 وصلوا إلى الرئاسة بانقلابات سواء عسكرية معلنة أو غير معلنة. باستثناء عبد الرحمن عارف، الذي يعد أول رئيس منتخب وفق لنصوص الدستور النافذة أنذاك. ويعد عبد الرحمن أيضاً، آخر رئيس عراقي يغادر منصبه إثر انقلاب عسكري. فيما يعتبر سلفه المؤقت عبد الرحمن البزاز أول مدني يصل إلى منصب رئيس الجمهورية.

## رؤساء جمهورية العراق
| ت                                                  | الاسم                                                  | صورة  | الحياة    | اسـتـلام الرئاسـة          | ترك الرئاسة                | طريقة نهاية الحكم                                     | الحزب                                      |
| -------------------------------------------------- | ------------------------------------------------------ | ----- | --------- | -------------------------- | -------------------------- | ----------------------------------------------------- | ------------------------------------------ |
| • الجمهورية العراقية (1958–1968) •                 |                                                        |       |           |                            |                            |                                                       |                                            |
| 1                                                  | محمد نجيب الربيعي رئيس مجلس السيادة                    |       | 1904–1965 | 14 تموز يوليو 1958         | 8 شباط فبراير 1963         | اعفي من منصبه عقب انقلاب 8 شباط 1963                  | عسكري                                      |
| 2                                                  | عبد السلام عارف رئيس الجمهورية العراقية                |       | 1921–1966 | 8 شباط فبراير 1963         | 13 نيسان أبريل 1966        | تُوفي في حادث طائرة                                    | عسكري حزب الاتحاد الاشتراكي العربي العراقي |
| —                                                  | عبد الرحمن البزاز الرئيس المؤقت للجمهورية العراقية     |       | 1913–1973 | 13 نيسان أبريل 1966        | 16 نيسان أبريل 1966        | رئيس مؤقت                                             | حزب الاتحاد الاشتراكي العربي العراقي       |
| 3                                                  | عبد الرحمن عارف رئيس الجمهورية العراقية                |       | 1916–2007 | 16 نيسان أبريل 1966        | 17 تموز يوليو 1968         | تمت تنحيته اثر انقلاب 17 تموز 1968                    | عسكري حزب الاتحاد الاشتراكي العربي العراقي |
| • الجمهورية العراقية (تحت حزب البعث) (1968–2003) • |                                                        |       |           |                            |                            |                                                       |                                            |
| 4                                                  | أحمد حسن البكر رئيس الجمهورية العراقية                 |       | 1914–1982 | 17 تموز يوليو 1968         | 16 تموز يوليو 1979         | استقال                                                | عسكري / حزب البعث العربي الاشتراكي         |
| 5                                                  | صدام حسين رئيس جمهورية العراق                          |       | 1937–2006 | 16 تموز يوليو 1979         | 9 نيسان أبريل 2003         | انتهى حكمه باحتلال أمريكي للعراق                      | حزب البعث العربي الاشتراكي                 |
| • جمهورية العراق (2004–حتى الآن) •                 |                                                        |       |           |                            |                            |                                                       |                                            |
| 6                                                  | غازي مشعل عجيل الياور الرئيس الانتقالي لجمهورية العراق |       | 1958–     | 28 حزيران يونيو 2004       | 7 نيسان أبريل 2005         | سلم السلطة إلى الرئيس المنتخب                         | عراقيون                                    |
| 7                                                  | جلال طلباني رئيس جمهورية العراق رئيس مجلس الرئاسة      |       | 1933–2017 | 7 نيسان أبريل 2005         | 24 تموز يوليو 2014         | توقف عن ممارسة مهامه في 18 كانون الأول 2012 إثر مرضه. | الاتحاد الوطني الكردستاني                  |
| 8                                                  | فؤاد معصوم رئيس جمهورية العراق                         |       | 1938–     | 24 تموز يوليو 2014         | 2 تشرين الأول أكتوبر 2018  |                                                       | الاتحاد الوطني الكردستاني                  |
| 9                                                  | برهم صالح رئيس جمهورية العراق                          |       | 1960–     | 2 تشرين الأول أكتوبر 2018  | 13 تشرين الأول أكتوبر 2022 |                                                       | الاتحاد الوطني الكردستاني                  |
| 10                                                 | عبد اللطيف جمال رشيد                                   | تصيغر | 1944 -    | 13 تشرين الأول أكتوبر 2022 |                            |                                                       | الاتحاد الوطني الكردستاني                  |